# 제이슨 스코비
제이슨 홀 스코비(Jason Hall Scobie, 1979년 9월 1일 ~ )는 전 KBO 리그 KIA 타이거즈의 외국인 야구 선수이다.
메이저 리그 경험은 없다. 메이저 리그팀 뉴욕 메츠의 마이너리그팀 브루클린 사이클론스에서 데뷔했으며 2007년 한국프로야구팀 KIA 타이거즈에 입단했다.
2007년 8승 10패 방어율 3.92를 기록했으나 소속팀 KIA 타이거즈에서 재계약에 실패했고, 2008년 넥센 히어로즈로 팀을 옮겼으나, 2승 5패 방어율 6.95를 기록하고 중도에 퇴출당했다.